# Шахи в Естонії
Шахи в Естонії прославилися, зокрема такими гравцями як Пауль Керес (один із найсильніших шахістів світу 1930-1950-х років), Тину Ийм (дворазовий чемпіон світу з кореспонденційних шахів), Лембіт Олль і Яан Ельвест, а також третім місцем на всесвітній шаховій олімпіаді 1939 в Буенос-Айресі.

## Ранній розвиток
Перші дані про гру в шахи на території Естонії належать до кінця XIII століття; це згадка про шахи у проповіді домініканського монах Мавриція з Ревеля (близько 1270). Збереглася шахова книга Стефана (рукопис бл. 1350 року), надрукована 1490 в Любеку. Автор — ректор соборної школи в Дерпті (нині Тарту). Це був переклад знаної «моралізації» Сессоля.
Серед відомих шахістів XVIII століття були К.-Ф. Амелунґ і Е. Мантейфель. Мантейфель став співавтором «Кодексу шахової гри» Й. Коха (1814). Збереглися свідчення про партію в «живі шахи» між Амелунґом і Мантейфелем.
У XIX столітті головним центром шахового життя Естонії був Дерпт, де навчалися грі Ліонель Кізерицький, К. Кнорре, Е. Шмідт, Ф. Амелунґ, А. Ашарін і інші. 1876 року офіційно засновано найстаріше в Прибалтиці «Юріївське шахове товариство», хоча фактично цей гурток діяв ще з 1820-х років. Також створено гурток у Пернові, а 1887 року затверджено статут «Ревельського товариства любителів шахової гри». У 1889—1902 Амелунґ видавав шаховий альманах «Балтіше шахблеттер» (Baltische Schachblätter, вийшло 8+1 випусків; останні 4 вийшли в Ризі).
1883 року естонський журналіст і громадський діяч А. Ґренцштейн надрукував у газеті «Олевік» і окремою книгою (2 тисячі примірників) перший шаховий підручник естонською мовою. Його шахову термінологію з незначними змінами використовують і досі. У 1903 в Ревелі створено шахове товариство «Чигорін». Товариства ініціювало Естляндські шахові турніри, переможцями яких були: 1905 — А. Файнштейн; 1906 — Г. Абельс; 1909 — А. Хмелевський; 1910 — А. Файнштейн. 1915-го на базі товариства імені М. Чигоріна та шахової секції естонського спортивного товариства «Калев» виник Ревельский шаховий гурток.

## Перший незалежний період

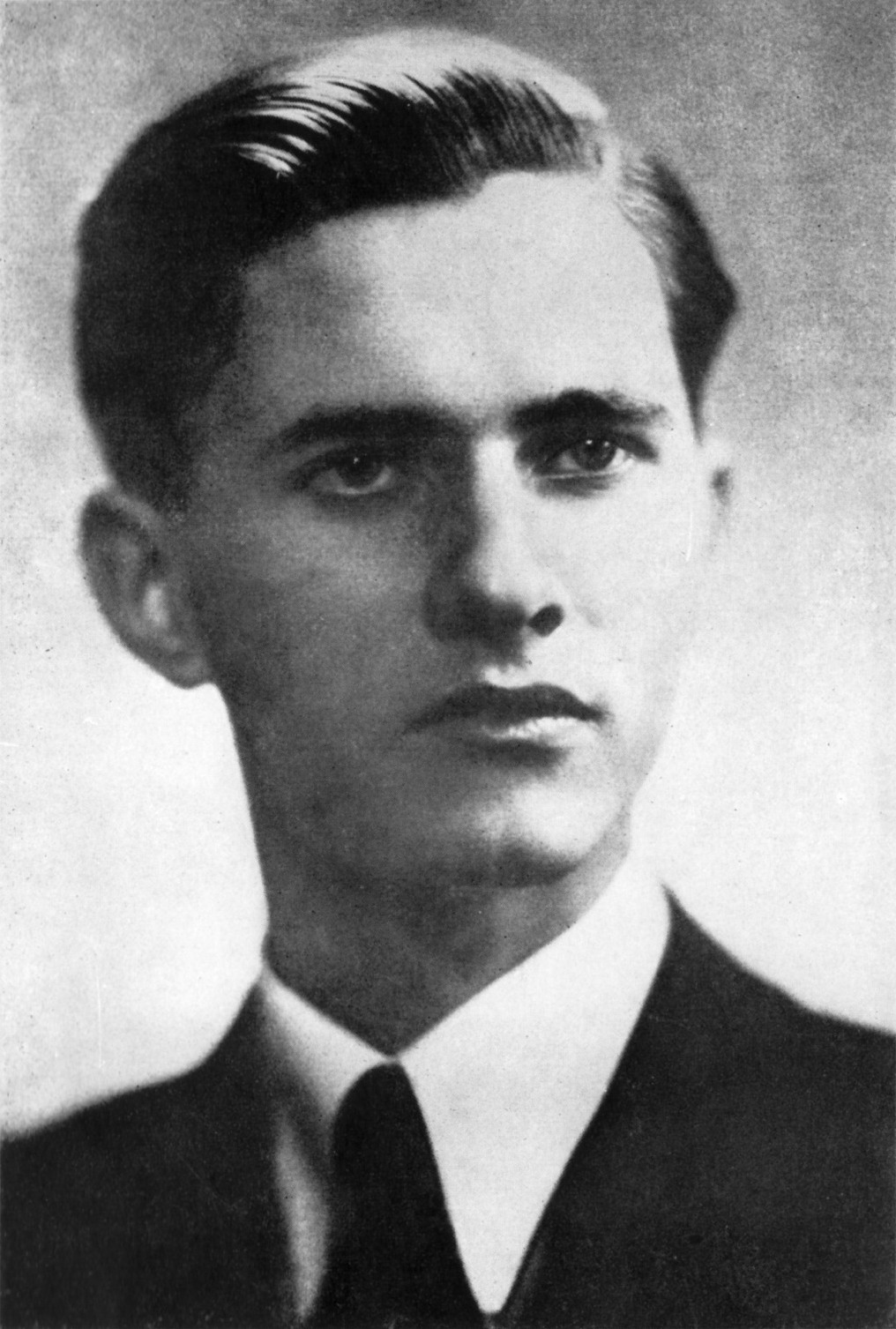
Пауль Керес

Після Першої світової гуртки в Таллінні, Тарту та Пярну відновили діяльність. Багатолітнім керівником Таллінського шахового товариства був Я. Сітска, автор підручника шахової гри 1914 року. 1921-го проведено перший чемпіонат Таллінна (переможець — Браше, 10 з 11 очок). У 1922—1923 відбувся 1-й чемпіонат Естонії (1-ше місце посів Рінне, який випередив Тюрна та Браше). 1925 року проведений матч за звання чемпіона Естонії між П. Рінне і І. Тюрном: переміг Тюрн — 9½:4½ (+6 -1 = 7). Надалі титул здобували Мікенас, Рінне і Лауріне, Фрідеманн, Рауд, Керес і Фрідеманн, а з 1936-го переможець першості не отримував звання чемпіона, а тільки право викликати на матч чинного володаря титулу. Так, 1936 р. П. Шмідт зіграв унічию матч з П. Кересом — 3½:3½, завдяки чому Керес зберіг звання чемпіона. У наступних чемпіонатах перше місце здобували П. Шмідт і Рауд, але вони не грали з Кересом, який, таким робом, зберіг титул чемпіона. Інших матчів за звання чемпіона не проводилося. Естонські шахісти регулярно проводили міжнародні матчі з колегами з Фінляндії, Латвії та Литви.
Із сильних міжнародних турнірів того періоду: Таллінн (1930) — 1-е місце В. Мікенас, 2-ге — Боголюбов; Таллінн (1935) — 1-ше місце Шмідт, 2-ге — Керес; Пярну (1937) — 1-ше місце Шмідт, 2-4-те поділили Керес, Флор і Штальберґ. Естонські шахісти виступали в трьох довоєнних олімпіадах: 1935 — 11-те місце (із 20 команд), 1937 — 7-е (із 19), 1939 — 3-тє місце (серед 16 збірних). Бронзові медалі олімпіади-39 стали найбільшим досягненням естонських шахів. У другій половині 30-х років Пауль Керес здобув високі місця на багатьох міжнародних турнірах і став одним із претендентів на титул чемпіона світу. Він залишався серед найсильніших шахістів планети і впродовж 40-х і 50-х років.

## Радянський час, відновлення незалежності
Після приходу російських військ Пауль Фелікс Шмідт перейшов на територію Райху. Також під час війни виступав у німецьких турнірах Пауль Керес. У радянський час шахи стали одним із культових видів спорту. 1946 року в Таллінні відкрито республіканський шаховий клуб, з 1961 року при Талліннській спортивній школі працювало шахове відділення, яким керував Іво Ней. Завдяки організаторським здібностям П. Кереса сильні турніри відбулися в Пярну 1947 року (серед учасників — Керес, Лілієнталь, Болеславський, Бронштейн, Смислов) і 1955 року (Керес, Рандвійр, Лілєнталь, Рагозін, Толуш).
У 1959—1968 роках регулярно відбувалися матчі Естонія — Фінляндія. З 1969 року Таллінн приймав традиційний міжнародний турнір. Після смерті Пауля Кереса турнір став меморіалом цього шахіста. Єдиним міжнародним гросмейстером після смерті Кереса був Яан Ельвест.
Чоловічу першість республіки найчастіше здобували Іво Ней (8 разів) і Гуннар Уусі (6 разів).
Дворазовою чемпіонкою Радянського Союзу (1963, 1967) була Маая Ранніку. Сальме Роотаре встановила рекорд за кількістю чемпіонств Естонії — 15 (у 1945—1972 роках).
Традиційно сильно виступали естонці в заочних змаганнях. Так, Тину Ийм був дворазовим чемпіоном світу з кореспонденційних шахів (1977-1983 і 1994-1999), а в командному чемпіонаті СРСР 1984 збірна республіки посіла 4-те місце.
Високе, 17-те, місце естонська збірна посіла на чоловічій шаховій олімпіаді 1994 року. На першій шахівниці грав міжнародний гросмейстер Лембіт Олль, на другій — міжнародний гросмейстер Яан Ельвест. Багаторазовою чемпіонкою країни серед жінок у 1990-х і 2000-х була Моніка Циганова.